# 細形銅劍

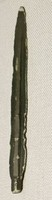
它也被称为韩国式青铜剑或窄黄铜匕首。（京畿道博物馆）

細形銅劍是朝鮮半島青銅器時代及鐵器時代早期的銅劍，發現於韓國、日本及俄羅斯沿海洲地區。為約自西元前1500年至西元前後之鐵器時代初期具代表性的標誌文物之一。
依其形態可分為細形銅劍及細形銅戈（格里斯式銅劍）。細形銅劍劍身十分窄，劍柄短，為全長具約30公分之短劍。其尾端尖銳，整體鑄成厚重、銅材品質堅固、劍刃鋒利，適合做為利器。劍身與劍柄可分離，近劍身基部有凹陷處。其分布跨朝鮮半島全境， 多發掘於支石墓、甕棺亦或木棺，做為墳塚中之陪葬品。 

各种青铜剑的分布

在日本，則多見於九州北部，日本列島至2006年止共有194件出土。各都道府縣出土件數如列：福岡縣80件，佐賀縣41件，長崎縣24件，愛媛縣8件，山口縣及香川縣各7件，岡山縣及大分縣各6件，高知縣4件，島根縣及熊本縣各2件，長野縣、愛知縣、京都府、兵庫縣、廣島縣、德島縣、沖繩縣各1件。 大量見於原之辻遺蹟、吉野里遺蹟、吉武高木遺蹟等之中。